# La Granadella
La Granadella (em catalão e oficialmente) ou Granadella (em castelhano) é um município da Espanha na comarca de Garrigues, província de Lérida, comunidade autónoma da Catalunha. Tem 88,7 km² de área e em 2021 tinha 705 habitantes (densidade: 7,9 hab./km²).

## Demografia
| Variação demográfica do município entre 1991 e 2004 [carece de fontes?] | Variação demográfica do município entre 1991 e 2004 [carece de fontes?] | Variação demográfica do município entre 1991 e 2004 [carece de fontes?] | Variação demográfica do município entre 1991 e 2004 [carece de fontes?] |
| ----------------------------------------------------------------------- | ----------------------------------------------------------------------- | ----------------------------------------------------------------------- | ----------------------------------------------------------------------- |
| 1991                                                                    | 1996                                                                    | 2001                                                                    | 2004                                                                    |
| 844                                                                     | 839                                                                     | 776                                                                     | 786                                                                     |